# Fleadh Cheoil

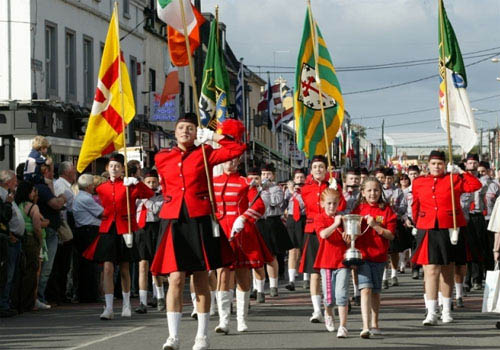
Matí de diumenge al març del 2008 a Tullamore, Irlanda.

El Fleadh Cheoil (Festival de música, en gaèlic irlandès. Pronunciat flà hyoyl, amb h aspirada) és una competició de música tradicional irlandesa organitzada per la Comhaltas Ceoltóirí Éireann (CCÉ) (Associació de Músics d'Irlanda, en irlandès).
Hi ha diverses fases a la competició. A Irlanda hi ha competicions comptals i provincials que condueixen cap al Fleadh de tota Irlanda. A Gran Bretanya hi ha fases de qualificació regionals i després nacionals per al Fleadh d'Irlanda. Les competicions es divideixen en les següents categories: menors de 12 anys, 12-15, 15-28, i majors de 18 (adults).
El primer festival nacional de música tradicional irlandesa es va celebrar a Mullingar el 1951. A la seva reunió inaugural al Setembre del 1951, la CCÉ va decidir que el festival es diria Fleadh Cheoil, amb l'objectiu que fos un gran festival nacional de música tradicional. L'edició del 2008 es va celebrar a Tullamore, al comtat d'Offaly amb aproximadament 250.000 assistents convertint-lo en el festival més gran d'Irlanda.
Als anys següents, el nombre d'aspirants a participar-hi va créixer tant que les fases de qualificació van haver de fer-se a escala comtal i provincial. Des d'aleshores, Fleadh Nua (el nou Fleadh), Fleadh na Breataine (un fleadh de tota Gran Bretanya) i fleadhanna (plural de fleadh en irlandès) regionals de Gran Bretanya, i dos importants fleadhanna als EUA també s'han convertit en events anuals del CCÉ.
Des del seu inici, l'objectiu del Fleadh Cheoil fou establir estàndards a la música tradicional irlandesa mitjançant la competició. El Fleadh es va desenvolupar principalment com un event de competició, però també incloïa molts de concerts, céilíthe, desfilades i sessions.
En l'actualitat, gairebé 50 anys més tard, els fleadhanna a cada nivell proporcionen una plataforma i un lloc de reunió per als milers de músics (al voltant de 20.000 artistes competeixen als fleadhanna cada any), cantants i ballarins que mantenen viva la tradició.

## Categories de competició
Segons les normes oficials de la CCÉ per al 2005,
Les competicions en solitari s'hauran de dur a terme als següents instruments: violí; acordió de dues fileres; flauta travessera irlandesa; whistle; acordió de piano; concertina; Uilleann pipes (gaita irlandesa); arpa; harmònica; banjo, mandolina - excloent-hi la mandolina-banjo; piano; acordió diatònic antic; bodhrán (tambor irlandès); gaita de guerra, instruments diversos com l'acordió de botons de tres i quatre fileres, flautí, harmònica [cromàtica] i altres instruments de corda; percussió de bandes céilí; acompanyament - limitat a piano, arpa, guitarra i instruments de tipus buzuki; cant en solitari en irlandès i anglès, xiular; taral·lejar; balades de nova composició i amhráin nua-cheaptha (cançons de nova composició en irlandès).
Les competicions en solitari per als slow airs s'hauran de dur a terme en tots els grups d'edat als següents instruments: (a) violí; (b) flauta travessera irlandesa; (c) whistle; (d) uilleann pipes.
També hi ha competicions per als següents conjunts: duo, trio, banda ceili, grup instrumental (grupai cheoil), banda d'acordions, banda de gaites, i conjunt d'instruments diversos.
La llista completa de normes, que pot variar cada any, és disponible a la CCÉ.